# محمية تشيلبي للحياة البرية
محمية تشيلبي للحياة البرية (بالإنجليزية: Chelbi Wildlife Reserve) هي منطقة محمية طبيعية تقع في إقليم الأمم الجنوبية والشعوب القومية في جنوب شرق إثيوبيا. تأسست المحمية عام 1973، وتبلغ مساحتها حوالي 4212 كيلومتر مربع. تُعد من المحميات الهامة التي تحافظ على التنوع البيولوجي الفريد في منطقة القرن الأفريقي، وتضم مجموعة كبيرة من الحيوانات البرية النادرة والمهددة بالانقراض. 

## الموقع الجغرافي والخصائص الطبيعية
تقع محمية تشيلبي للحياة البرية في إقليم الأمم الجنوبية والشعوب القومية بجنوب شرق إثيوبيا، بالقرب من بحيرة تشو باهير (Chew Bahir) المعروفة أيضًا باسم بحيرة ستراتشا (Lake Stephanie)، وهي بحيرة مالحة موسمية تتميز بتغير مستويات مائها وفقًا لفصول السنة. تمتد المحمية على مساحة واسعة تضم أجزاءً من أحواض نهري وويتو وسيغين، وتشترك في حدودها الجنوبية مع دولة كينيا، بينما تحدها من الشرق محمية بورانا الوطنية، ومن الغرب مناطق الصيد التقليدية التابعة لمحافظة مورلي.
تتميز المحمية بتنوع بيئاتها الطبيعية بشكل لافت، حيث تشمل السهول العشبية المفتوحة، والأراضي شبه الصحراوية، والمناطق ذات الغطاء النباتي المتفرق، بالإضافة إلى المناطق الجافة القريبة من البحيرة التي تتسم بجفاف شديد.
يمثل هذا التنوع البيئي عاملاً رئيسيًا في توفير موائل ملائمة لأنواع نباتية وحيوانية متنوعة، بعضها يُعتبر ذو أهمية بيئية وعلمية عالية نظرًا لنُدرته أو حالته المهددة بالانقراض، مما يجعل المحمية منطقة ذات قيمة بيئية استراتيجية في منطقة القرن الأفريقي.

## التنوع البيولوجي
تحتوي المحمية على العديد من أنواع الحيوانات البرية التي تعيش في بيئات مختلفة، ومن أبرزها:
- الحمار الوحشي غريفي (Equus grevyi): يعتبر هذا النوع من أكثر الأحصنة البرية المهددة بالانقراض، ويعيش بأعداد محدودة في المحمية. يُعرف الحمار الوحشي غريفي بحجمه الكبير وخطوطه الضيقة مقارنةً بأنواع الحمير الوحشية الأخرى. [3]
- الزرافة الشبكية (Giraffa reticulata): تُعرف هذه الزرافة بنمط الجلد المميز المتقاطع، وتُعتبر من الأنواع التي تواجه تهديدات بسبب فقدان الموائل والصيد الجائر. [4]
- الظبي الجرنوق (Litocranius walleri): يتميز بجسمه النحيل وطول عنقه، وهو متكيف مع المناطق الجافة وشبه الصحراوية. [5]

- النعامة الصومالية (Struthio molybdophanes): طائر كبير غير قادر على الطيران، يعيش في المناطق الجافة والنباتات المتفرقة، ويعد من الأنواع النادرة. [6]

تضم المحمية أيضًا مجموعة متنوعة من الطيور الأخرى والزواحف واللافقاريات التي تعزز التنوع البيولوجي فيها.

## النباتات
تتميز محمية تشيلبي بتنوع نباتي متكيف مع الظروف المناخية الجافة وشبه الصحراوية السائدة في المنطقة. تهيمن على المشهد النباتي أنواع متفرقة من الأشجار والشجيرات التي تتحمل الجفاف، ومنها أشجار الأكاسيا التي تشكل مكونًا رئيسيًا للغطاء النباتي، وتوفر مأوى وغذاءً للعديد من الحيوانات البرية. بالإضافة إلى ذلك، تنمو في المحمية أنواع مختلفة من الأعشاب والأشنة التي تلعب دورًا حيويًا في دعم النظم البيئية، خاصة خلال الفصول التي تندر فيها الأمطار.
يعتبر هذا التنوع النباتي أساسيًا لاستدامة التنوع الحيواني في المحمية، حيث يوفر الغذاء والمأوى لأنواع عديدة من الثدييات والطيور والزواحف. كما تساهم النباتات في مكافحة التصحر، وحماية التربة من التآكل، مما يجعل الحفاظ عليها من الأولويات البيئية للمحمية. 

## التحديات والتهديدات البيئية
في السنوات الأخيرة، أصبحت محمية تشيلبي تواجه مجموعة متنامية من التحديات البيئية والإنسانية التي تهدد استقرار نظامها البيئي الفريد. ويُعد التغير المناخي من أبرز هذه التحديات، إذ تتسبب تقلبات درجات الحرارة ونقص انتظام الأمطار في تقليص مصادر المياه وتجفيف الموائل الطبيعية، مما ينعكس سلبًا على التنوع البيولوجي في المنطقة. كما يُفاقم الرعي الجائر المشكلة، حيث تؤدي ممارسات الرعي غير المستدامة إلى تدهور الغطاء النباتي وتآكل التربة، مما يقلل من قدرة الأراضي على التجدد ويزيد من هشاشتها أمام التصحر. ويُعد الصيد غير المشروع تهديدًا آخر مباشراً للحياة البرية، إذ تراجعت أعداد العديد من الأنواع النادرة مثل  الحمار الوحشي غريفي ( Equus grevyi ) والزرافة الشبكية (G.c.reticulata) نتيجة للصيد الجائر، رغم وضعها ضمن قوائم الأنواع المهددة بالانقراض. بالإضافة إلى ذلك، فإن ظاهرة التصحر تتسارع بسبب قلة الأمطار وسوء استخدام الموارد الطبيعية، ما يساهم في فقدان مساحات واسعة من الأراضي الصالحة لدعم الحياة البرية. أما النزاعات المتكررة حول ملكية الأراضي وحقوق الانتفاع بها بين المجتمعات المحلية والسلطات البيئية، فقد أدت إلى ضغوط متزايدة على المحمية، من خلال الاستغلال غير القانوني للموارد أو مقاومة جهود الحماية، ما يزيد من صعوبة تحقيق التوازن بين التنمية وحفظ الطبيعة. 

## الأهمية البيئية والعلمية
تلعب محمية تشيلبي دورًا محوريًا في الحفاظ على التنوع البيولوجي في منطقة القرن الأفريقي، التي تُعد واحدة من أكثر النظم الإيكولوجية هشاشة وأهمية بيئيًا على مستوى العالم. تتميز المحمية بموقعها في المنطقة الانتقالية بين حزام المياه الموسمية في بحيرة تشو باهير والبيئات شبه الصحراوية المحيطة، ما يجعلها نموذجًا فريدًا لدراسة التوازن بين الأنظمة الإيكولوجية المائية والجافة.
وفقًا لدراسة نُشرت في Proceedings of the National Academy of Sciences عام 2022، تُعد إثيوبيا موطنًا لمركزين بارزين من التطور البيولوجي—المرتفعات الإفريقية الشرقية (Eastern Afromontane hotspot) والمنطقة الجافة في القرن الأفريقي (Horn of Africa hotspot)—والتي تظهر فيها مستويات عالية من نهاية الأصناف (endemism) والتنوع البيولوجي النادر، بما في ذلك في المحميات مثل تشيلبي.
كما أشار تقرير UNEP-WCMC إلى أن المحمية تحمي عددًا من الأنواع الرائدة بيئيًا وصيانياً، بما في ذلك تجمعات للحمار الوحشي غريفي والزرافة الشبكية، ضمن بيئة غنية بالعلوم الميدانية في مجالات علم البيئة، وعلم الحيوان، وعلم النبات، ودراسات التكيف المناخي. يوفر هذا الموقع فرصًا ثمينة لإجراء دراسات تفصيلية تعتمد على استخدام النماذج المناخية والإيكولوجية الجغرافية، مما يجعل المحمية حقلًا تجريبيًا أساسيًا لتطوير سياسات الحفاظ البيئي المستدامة في إثيوبيا والمنطقة الإقليمية.

## الجهود المبذولة للحفاظ على المحمية
تُبذل جهود مشتركة من قبل الحكومة الإثيوبية، ومنظمات بيئية دولية ومحلية، بهدف الحفاظ على محمية تشيلبي وضمان استدامتها، منها:
التشريعات والرقابة: تطبيق قوانين صارمة لمنع الصيد الجائر وتنظيم الرعي.
المشاركة المجتمعية: إشراك المجتمعات المحلية في برامج التوعية والتثقيف البيئي لتعزيز المحافظة على الموارد.
برامج إعادة تأهيل المواطن: تنفيذ مشاريع إعادة تشجير وزراعة نباتات محلية مقاومة للجفاف، إلى جانب جهود مكافحة التصحر.
البحث العلمي والرصد: إجراء دراسات دورية لرصد التغيرات البيئية وأعداد الحيوانات لضبط السياسات البيئية.